# Pedro Taques de Almeida Pais Leme
Pedro Taques de Almeida Pais Leme (São Paulo, juin 1714 - 3 mars 1777) fut un militaire, un intellectuel et un historien brésilien.
Il était le fils de Bartolomeu Pais et Leonor de Siqueira, petit-neveu de Fernão Dias et arrière-petit-fils de Brás Cubas.
Il fut transféré aux mines de Goiás, où il fut chargé de créer et d'organiser la perception des impôts. De retour à São Paulo, il fut nommé  directeur des mines d'or.
Parmi ses œuvres, on distingue Nobiliarquia Paulistana Histórica e Genealógica (en trois volumes) et História da Capitania de São Vicente, qui sont des références obligatoires dans leurs domaines.